# Goniopholis
Goniopholis és un gènere extint de crocodiliform que va viure en el que actualment és Nord-amèrica, Europa i Àsia durant el Juràssic superior i el Cretaci inferior. Era semi-aquàtic, de manera semblant als cocodrils moderns. Feia entre 2 i 4 metres de longitud, i podria haver tingut un estil de vida semblant al de l'al·ligàtor del Mississipi o el cocodril del Nil.